# Lycoriella brevipetiolata
Lycoriella brevipetiolata är en tvåvingeart som först beskrevs av Shaw 1941.  Lycoriella brevipetiolata ingår i släktet Lycoriella och familjen sorgmyggor.
Artens utbredningsområde är Oklahoma. Inga underarter finns listade i Catalogue of Life.